# 西村専太郎
西村 専太郎（にしむら せんたろう、1862年3月11日（文久2年2月11日） - 1924年（大正13年）1月2日）は、日本の政治家。衆議院議員（1期）。

## 経歴
大阪府出身。漢学を学ぶ。農業を営み、南郷村(現・大東市)会議員、同村長、北河内郡会議員、大阪府会議員となる。
1904年の第9回衆議院議員総選挙において大阪府郡部から無所属で立候補して当選。立憲政友会に入り、衆議院議員を1期務め、1908年の第10回衆議院議員総選挙は不出馬。1924年に死去した。